# Marcin Szczygielski

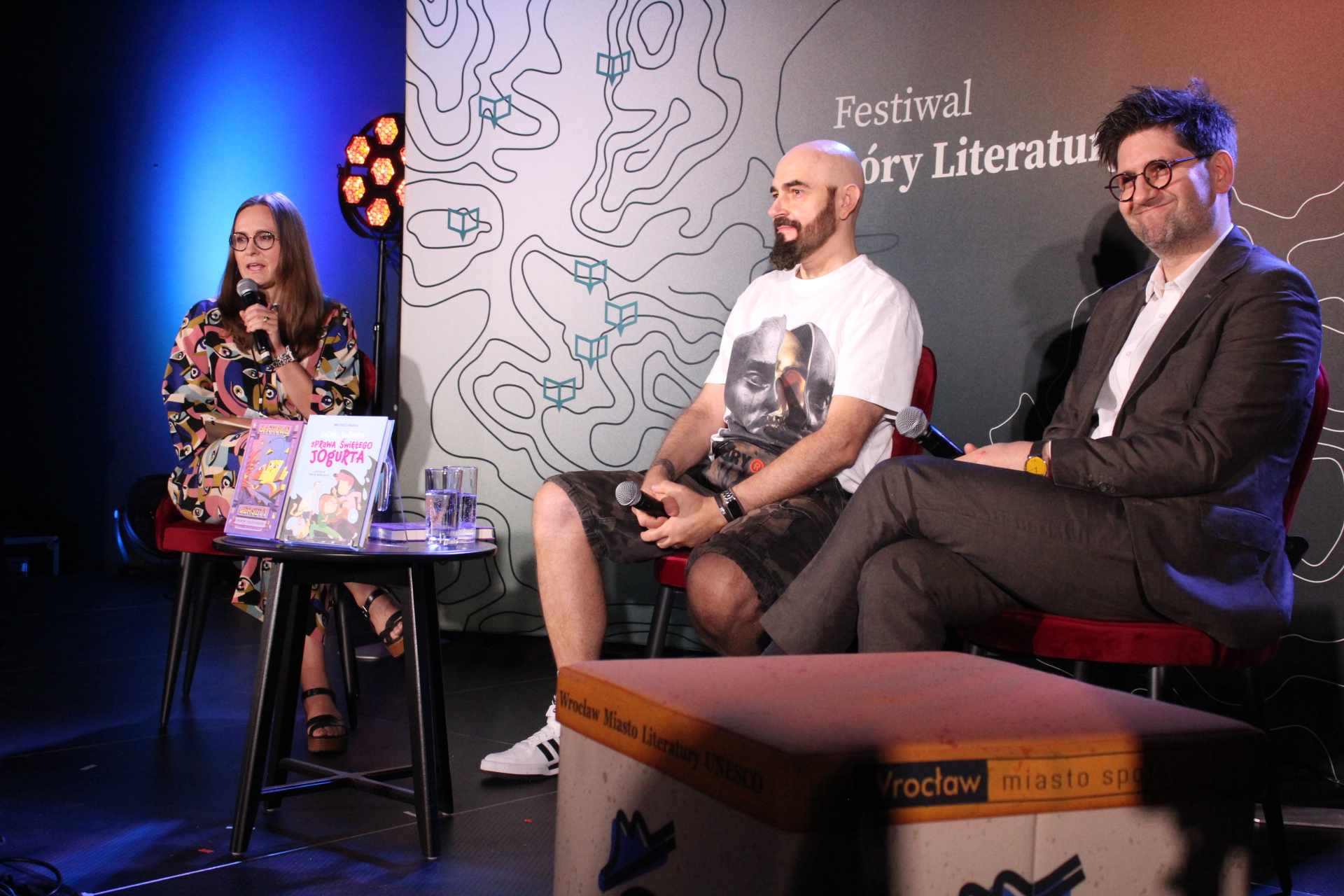
Dorota Oczak-Stach, Marcin Szczygielski, Mateusz Pakuła

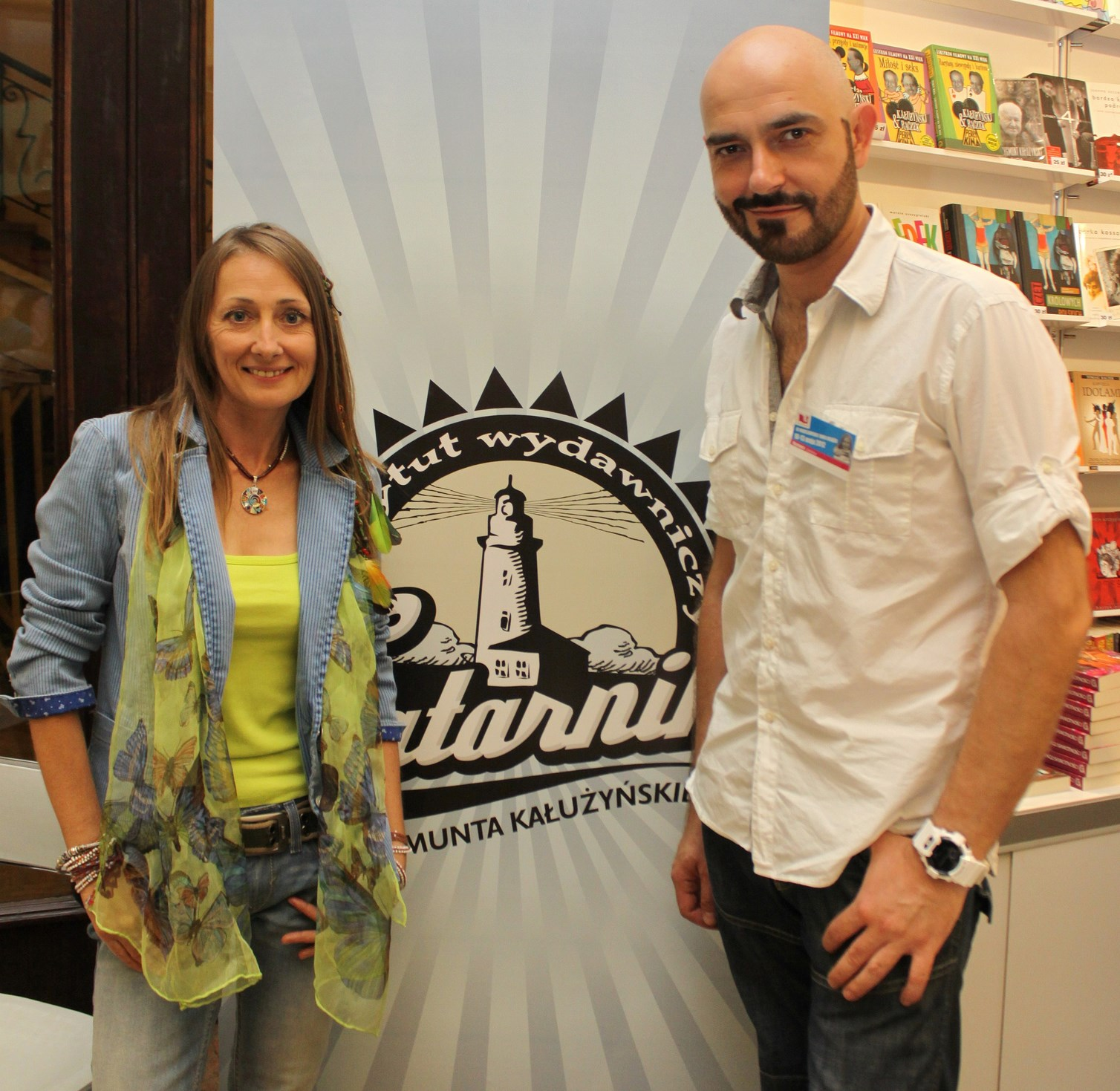
Beata Pawlikowska, Marcin Szczygielski na spotkaniu Wyd. Latarnik (2012)

Marcin Szczygielski (ur. 28 maja 1972 w Warszawie) – polski pisarz, dziennikarz i grafik.
Dyrektor artystyczny polskiej edycji miesięcznika „Playboy” (1998–2000), dyrektor kreatywny portalu Ahoj.pl (2000–2002) oraz wydawnictwa Gruner+Jahr Polska (projektował m.in. makietę graficzną „Gali”) oraz Instytutu Wydawniczego Latarnik. Publikował m.in. na łamach czasopism „Playboy”, „Newsweek”, „Nowa Fantastyka” i „Wprost”. W latach 2007–2008 pełnił funkcję redaktora naczelnego miesięcznika „Moje Mieszkanie”.
Członek Stowarzyszenia Pisarzy Polskich.

## Twórczość literacka
Jego debiut literacki to powieść PL-BOY, czyli dziewięć i pół tygodnia z życia pewnej redakcji (2003). Tematyka książki – media poprzez pryzmat życia redaktorów czasopisma dla panów – jest kontynuowana w następnej powieści, Wiośnie PL-BOYA. W 2003 pojawiały się informacje o ekranizacji powieści PL-BOY, której reżyserem miał być Jan Sosiński, a w głównej roli miał wystąpić Artur Żmijewski. Plany te jednak nie doszły do skutku. Następna traktująca o mediach powieść, Nasturcje i ćwoki opowiada o redakcji miesięcznika dla kobiet, a jej kontynuacją są Farfocle namiętności.
W 2007 ukazała się powieść gejowska Berek, traktująca o zetknięciu dwóch światów: wyzwolonego geja Pawła i Anny, przedstawicielki moherowych beretów. Powieść została zaadaptowana przez autora w 2008 dla potrzeb teatru. 28 lutego 2009 na deskach warszawskiego Teatru Kwadrat miała miejsce premiera sztuki pt. „Berek, czyli upiór w moherze” w reżyserii Andrzeja Rozhina; w postać Anny wcieliła się Ewa Kasprzyk, a Pawła zagrał Paweł Małaszyński. Kontynuacją cyklu Kroniki Nierówności, zapoczątkowanego przez Berka, są opublikowane wiosną 2010 Bierki.
W latach 2006–2007 współprowadził program Pokojowe rewolucje na TVN.
26 lutego 2010 w warszawskim Teatrze Komedia premierę miała jego sztuka pt. Wydmuszka (reż. Tomasz Dutkiewicz), w której główne role zagrały: Anna Guzik i Joanna Liszowska. Wydmuszkę wystawił także Teatr Dramatyczny im. Jerzego Szaniawskiego w Płocku. Premiera spektaklu wyreżyserowanego przez Zbigniewa Lesienia odbyła się 7 stycznia 2011, a w rolach głównych wystąpiły Hanna Zientara i Katarzyna Anzorge. Obie aktorki za „różnorodność postaci i kreacje w spektaklu” otrzymały w marcu 2011 Srebrne Maski, nagrody przyznawane przez Płockie Towarzystwo Miłośników Teatru z okazji Międzynarodowego Dnia Teatru. Trzecią inscenizację Wydmuszki przygotował łódzki Teatr Mały w Manufakturze. Premiera spektaklu wyreżyserowanego przez Mariusza Pilawskiego z Lorettą Cichowicz i Malwiną Irek odbyła się 16 kwietnia 2011.
Premiera Furii, trzeciej sztuki Szczygielskiego, odbyła się 5 listopada 2011 na scenie Teatru Komedia. Spektakl, w którym zagrali Teresa Lipowska (Teresa), Ewa Szykulska (Emilia), Barbara Bursztynowicz (Barbara), Dorota Naruszewicz (Magda) i Michał Kruk (Kacper), wyreżyserował Tomasz Dutkiewicz.
Powieść Omega (ilustrowana przez Bartka Arobala) została wyróżniona w II Konkursie Literatury Dziecięcej im. Haliny Skrobiszewskiej w 2010 i trafiła na „Listę Skarbów Muzeum Książki Dziecięcej”. Została także wyróżniona w konkursie Najpiękniejsze Książki Roku 2009 organizowanym przez Polskie Towarzystwo Wydawców Książek. Jury konkursu literackiego organizowanego przez Polską Sekcję IBBY – Międzynarodową Izbę ds. Książek dla Młodych – uznało Omegę za najlepszą polską powieść dla młodzieży 2010 roku, przyznając autorowi I nagrodę konkursu, a Omedze tytuł „Książki Roku 2010”.
Kolejną powieść dla młodzieży, zatytułowaną Czarny młyn, opowiadającą o dzieciach z popegeerowskiej wioski, zmuszonych do starcia z bezosobowym złem, które opanowało ruiny pobliskiego kombinatu, Szczygielski napisał na Konkurs Literacki im. Astrid Lindgren organizowany w ramach akcji Cała Polska czyta dzieciom przez Fundację ABCXXI. Jury uznało Czarny młyn za najlepszą spośród wszystkich 580 nadesłanych książek, przyznając mu Grand Prix konkursu i statuetkę Pippi Langstrump, a także I nagrodę w kategorii powieści dla dzieci w wieku od dziesięciu do czternastu lat.
Trzecia młodzieżowa powieść Szczygielskiego, pt. Za niebieskimi drzwiami ukazała się w październiku 2010 pod patronatem Fundacji Ewy Błaszczyk „Akogo?”. W kwietniu 2011 została nominowana do Nagrody Donga (wcześniej „Dziecięcy Bestseller Roku”) przyznawanej przez Polską Sekcję IBBY – Międzynarodową Izbę ds. Książek dla Młodych. Książka Za niebieskimi drzwiami została nominowana do tej nagrody zarówno przez Jury Profesjonalne, jak i przez Jury Dziecięce, otrzymując ostatecznie główną nagrodę Dużego Donga od Jury Profesjonalnego oraz wyróżnienie od Jury Dziecięcego. Powieść za Niebieskimi drzwiami została uhonorowana także w III Konkursie Literatury Dziecięcej im. Haliny Skrobiszewskiej, organizowanym przez Muzeum Książki Dziecięcej, otrzymując II nagrodę. Podobnie jak Omega, została także wpisana na Listę Skarbów Muzeum Książki Dziecięcej.
W listopadzie 2011 ukazała się jego powieść Poczet Królowych Polskich – rozbudowana, wielopokoleniowa saga rodzinna, inspirowana częściowo życiorysem Iny Benity. W styczniu 2012 powieść została nominowana do Nagrody Literackiej Srebrny Kałamarz przyznawanej przez Fundację im. Konstantego Ildefonsa Gałczyńskiego
W 2012 odbyły się pierwsze spektakle sztuki Szczygielskiego pt. KalLas, w którym główne role grają Ewa Kasprzyk, Joanna Kurowska i Beata Kafka. 14 października w warszawskim teatrze Capitol premierę miała kolejna farsa Szczygielskiego – Single i remiksy. W spektaklu wyreżyserowanym przez Olafa Lubaszenkę występują Weronika Książkiewicz, Anna Mucha, Lesław Żurek i Wojciech Medyński.
W marcu 2013 nakładem Wydawnictwa Bajka ukazała się czwarta jego powieść skierowana do młodszego odbiorcy – Czarownica piętro niżej. Piątą, zatytułowaną Arka czasu, czyli wielka ucieczka Rafała od wtedy przez kiedyś do teraz i wstecz, napisał znowu na Konkurs Literacki im. Astrid Lindgren organizowany w ramach akcji Cała Polska czyta dzieciom przez Fundację ABCXXI. Podobnie jak w poprzedniej edycji konkursu, i tym razem autor otrzymał zarówno Grand Prix, jak i I nagrodę w kategorii wiekowej powieści przeznaczonych dla dzieci w wieku od 10 do 14 lat. Arka czasu została przetłumaczona na język niemiecki i nakładem S. Fischer Verlag ukazała się w lutym 2015 w Niemczech, Austrii oraz Szwajcarii pod tytułem Flügel aus Papier.
W październiku 2013 nakładem Instytutu Wydawniczego Latarnik, Agora S.A. oraz Oficyny Wydawniczej AS ukazała się albumowa monografia zespołu wokalnego Filipinki napisana przez Szczygielskiego, którego matka była jedną z wokalistek zespołu. Na płycie dołączonej do książki zgromadzono 24 nigdy wcześniej nie publikowane nagrania zespołu z lat 1962–1971. 23 listopada w londyńskim The Mermaid Theatre odbyła się natomiast premiera najnowszej sztuki Szczygielskiego, pt. Kochanie na kredyt. W spektaklu wyreżyserowanym przez Olafa Lubaszenkę występują Agnieszka Sienkiewicz, Tamara Arciuch, Filip Bobek, Bartłomiej Kasprzykowski i Piotr Zelt.
13 kwietnia 2016 został odznaczony przez MKiDN Brązowym Medalem „Zasłużony Kulturze Gloria Artis”.

## Książki

### Dla dorosłych
- 2003 – PL-BOY. Dziewięć i pół tygodnia z życia pewnej redakcji – powieść
- 2004 – Wiosna PL-BOYA. Życie seksualne oswojonych – powieść, kontynuacja PL-BOYa
- 2004 – Kuchnia na ciężkie czasy – książka kucharska
- 2005 – Nasturcje i ćwoki. Kryminał romantyczny – powieść
- 2006 – Farfocle namiętności – powieść, kontynuacja Nasturcji i ćwoków
- 2007 – Berek – powieść, pierwsza część Kronik nierówności
- 2009 – Berek + – wydanie poszerzone o teatralną adaptację powieści pt. „Berek, czyli upiór w moherze”
- 2009 – PL-BOY 2 – zbiorcze wydanie powieści PL-BOY i Wiosna PL-BOYA
- 2009 – Les farfocles – zbiorcze wydanie powieści Nasturcje i ćwoki i Farfocle namiętności
- 2010 – Bierki – powieść, druga część Kronik nierówności
- 2011 – Furie i inne groteski – zbiór sztuk teatralnych
- 2011 – Poczet Królowych Polskich – powieść inspirowana życiorysem Iny Benity
- 2012 – Kallas, opowieść o przyjaźni Kaliny Jędrusik i Violetty Villas – sztuka teatralna
- 2013 – Filipinki – to my! Ilustrowana historia pierwszego polskiego girlsbandu – monografia zespołu wokalnego Filipinki
- 2014 – Sanato – powieść
- 2015 – Bingo – powieść, trzecia część Kronik nierówności

### Dla dzieci i młodzieży
- 2009 – Omega – powieść fantastyczno-przygodowa dla młodzieży
- 2010 – Za niebieskimi drzwiami – powieść fantastyczno-przygodowa dla młodzieży
- 2011 – Czarny Młyn – fantastyczno-przygodowa powieść grozy dla młodzieży
- 2013 – Czarownica piętro niżej – fantastyczno-przygodowa powieść dla młodzieży
- 2013 – Arka czasu, czyli wielka ucieczka Rafała od wtedy przez kiedyś do teraz i wstecz – historyczno-przygodowa powieść dla młodzieży
- 2014 – Tuczarnia motyli – fantastyczno-przygodowa powieść dla młodzieży, kontynuacja przygód bohaterów książki Czarownica piętro niżej
- 2016 – Teatr Niewidzialnych Dzieci – historyczno-obyczajowa powieść dla młodzieży
- 2016 – Klątwa dziewiątych urodzin – fantastyczno-przygodowa powieść dla młodzieży, kontynuacja przygód bohaterów książek Czarownica piętro niżej i Tuczarnia motyli
- 2017 – Serce Neftydy – utrzymana w konwencji space opery powieść science fiction dla starszej młodzieży i dorosłych[24]
- 2018 – Bez piątej klepki – fantastyczno-przygodowa powieść dla młodzieży, czwarty tom cyklu Czarownica piętro niżej[25]
- 2018 – Weronika i zombie – obyczajowa powieść dla młodzieży[26]
- 2018 – Leo i czerwony automat – fantastyczno-przygodowa powieść dla młodzieży[27]
- 2019 – Pomylony narzeczony – fantastyczno-przygodowa powieść dla młodzieży, piąty tom cyklu Czarownica piętro niżej[28]
- 2019 – Królowa Wody – fantastyczno-przygodowa powieść dla młodzieży[29]
- 2020 – Oczy Michaliny – fantastyczno-przygodowa powieść dla młodzieży[30]
- 2020 – Co jedzą czarownice? Powieść kucharska – fantastyczno-przygodowa powieść dla młodzieży, szósty tom cyklu Czarownica piętro niżej[31]
- 2021 – O sołtysie Salomonku i tęczy – książka obrazkowa dla dzieci[32]
- 2021 – W kółko o dziewczynach – zbiór opowiadań dla młodzieży[33]
- 2022 – Jasny Gwint – fantastyczno-przygodowa powieść dla młodzieży, siódmy tom cyklu Czarownica piętro niżej[34]
- 2022 – Antosia w bezkresie – historyczna powieść dla młodzieży[35]
- 2023 – Kwiatokosy – fantastyczno-przygodowa powieść dla młodzieży, pierwszy tom cyklu Dom Rodomiłów[36]
- 2023 – Zbójeckie nasienie – historyczna powieść dla młodzieży, drugi tom cyklu Antosia w bezkresie[37]
- 2024 – Szkieletnicy, il. Marta Krzywicka, drugi tom cyklu Dom Rodomiłów, ISBN 978-83-67697-06-4.
- 2024 – Makabrama, il. Marta Krzywicka, trzeci tom cyklu Dom Rodomiłów, ISBN 978-83-67697-10-1[38]
- 2025 – Neomama, il. Marta Krzywicka, czwarty tom cyklu Dom Rodomiłów, ISBN 978-83-67697-15-6[39]
- 2025 – Bajtowe Wersety, il. Jacek Ambrożewski, ISBN 978-83-8150-677-9[40]
- 2025 – Mo, il. Maria Strzelecka, ISBN 978-83-67032-43-8[41]

## Sztuki teatralne
- 2009 – Berek, czyli upiór w moherze
- 2010 – Wydmuszka
- 2011 – Furie
- 2012 – KalLas
- 2012 – Single i remiksy
- 2013 – Kochanie na kredyt
- 2016 – Single po japońsku
- 2017 – Bierki[42]
- 2019 – Berek, czyli upiór w moherze 2[43]
- 2020 – Czarno to widzę, czyli wymieszani posortowani[44]
- 2021 – Wieczór panieński plus[45]
- 2025 – Podróż poślubna plus[46]

## Nagrody i wyróżnienia
- 2010 – Wyróżnienie w II Konkursie Literatury Dziecięcej im. Haliny Skrobiszewskiej za książkę Omega i wpisanie jej na Listę Skarbów Muzeum Książki Dziecięcej.
- 2010 – Wyróżnienie w 50. Konkursie Najpiękniejsze Książki Roku 2009 organizowanym przez Polskie Towarzystwo Wydawców Książek dla powieści Omega.
- 2010 – Grand Prix II. Konkursu Literackiego im. Astrid Lindgren na książkę dla dzieci i młodzieży za horror Czarny młyn[47].
- 2010 – I Nagroda w II. Konkursie Literackim im. Astrid Lindgren w kategorii powieści dla dzieci w wieku od dziesięciu do czternastu lat za powieść Czarny młyn[47].
- 2010 – Nagroda Książka Roku 2010 dla książki fantastyczno-przygodowej Omega w literackim konkursie Polskiej Sekcji IBBY – Międzynarodowej Izby ds. Książek dla Młodych[48].
- 2011 – Duży Dong dla powieści Za niebieskimi drzwiami – I Nagroda Jury Profesjonalnego w konkursie Donga (wcześniej „Dziecięcy Bestseller Roku”) organizowanym przez Polską Sekcję IBBY – Międzynarodową Izbę ds. Książek dla Młodych.
- 2011 – Wyróżnienie Jury Dziecięcego dla powieści Za niebieskimi drzwiami w konkursie Donga (wcześniej „Dziecięcy Bestseller Roku”) organizowanym przez Polską Sekcję IBBY – Międzynarodową Izbę ds. Książek dla Młodych.
- 2011 – II Nagroda w III Konkursie Literatury Dziecięcej im. Haliny Skrobiszewskiej za książkę Za niebieskimi drzwiami i wpisanie jej na Listę Skarbów Muzeum Książki Dziecięcej.
- 2012 – Powieść Za niebieskimi drzwiami zostaje wpisana na międzynarodową Listę Honorową IBBY[49][50]
- 2013 – Grand Prix III Konkursu Literackiego im. Astrid Lindgren na współczesną książkę dla dzieci i młodzieży za powieść Arka czasu[51].
- 2013 – I Nagroda w III Konkursie Literackim im. Astrid Lindgren w kategorii powieści dla dzieci w wieku od dziesięciu do czternastu lat za powieść Arka czasu[51].
- 2013 – Tytuł Książka Kwietnia 2013 Magazynu Literackiego Książki dla powieści Czarownica piętro niżej[52].
- 2013 – Wyróżnienie dla powieści Arka czasu w literackim konkursie Książka Roku 2013 organizowanym przez Polską Sekcję IBBY – Międzynarodową Izbę ds. Książek dla Młodych[53].
- 2014 – Nagroda Literacka Zielona Gąska 2013 Fundacji Zielona Gęś im. Konstantego Ildefonsa Gałczyńskiego dla powieści Czarownica piętro niżej[54].
- 2014 – I Nagroda w VI Konkursie Literatury Dziecięcej im. Haliny Skrobiszewskiej za książkę Arka czasu i wpisanie jej na Listę Skarbów Muzeum Książki Dziecięcej[55].
- 2014 – Nagroda Literacka Guliwer w krainie Olbrzymów 2014 za dotychczasowe dokonania w dziedzinie literatury dziecięcej i młodzieżowej[56].
- 2015 – Flügel aus Papier – niemiecka edycja Arki Czasu – została zaliczona przez niemiecką rozgłośnię radiową Deutschlandfunk do siedmiu najlepszych książek dla dzieci dostępnych na niemieckojęzycznym rynku książki w kwietniu 2015[57].
- 2015 – Tytuł Książka Lipca 2015 Deutsche Akademie für Kinder- und Jugendliteratur dla powieści Flügel aus Papier[58].
- 2015 – Nagroda Główna w VII Konkursie Literatury Dziecięcej im. Haliny Skrobiszewskiej za książkę Tuczarnia Motyli i wpisanie jej na Listę Skarbów Muzeum Książki Dziecięcej[59].
- 2015 – Nagroda Kinderbuchpreis 2015 w austriackim konkursie literackim Jury der jungen Leser i tytuł Książki Roku 2015 dla dzieci w wieku od 10 do 13 lat za książkę Flügel aus Papier[60].
- 2016 – I Miejsce w IV edycji Konkursu Literackiego im. Astrid Lindgren na współczesną książkę dla dzieci i młodzieży za powieść Teatr Niewidzialnych Dzieci[61].
- 2016 – Wyróżnienie dla powieści Teatr Niewidzialnych Dzieci w literackim konkursie Książka Roku 2016 organizowanym przez Polską Sekcję IBBY[62].
- 2016 – Nagroda Książka Roku 2016 dla powieści Klątwa dziewiątych urodzin w literackim konkursie Polskiej Sekcji IBBY[62].
- 2016 – Tytuł Książka Grudnia 2016 Magazynu Literackiego Książki dla powieści Klątwa dziewiątych urodzin[63].
- 2016 – Brązowy Medal „Zasłużony Kulturze Gloria Artis” nadany przez Ministra Kultury i Dziedzictwa Narodowego[23].
- 2017 – Nagroda Literacka m.st. Warszawy za powieść Klątwa dziewiątych urodzin[64].
- 2017 – Nagroda Główna w IX Konkursie Literatury Dziecięcej im. Haliny Skrobiszewskiej ex aequo za powieści Teatr Niewidzialnych Dzieci oraz Klątwa dziewiątych urodzin i umieszczenie obu tytułów na Liście Skarbów Muzeum Książki Dziecięcej[65].
- 2017 – 24. Ogólnopolska Nagroda Literacka im. Kornela Makuszyńskiego – Nagroda Czytelników oraz Wyróżnienie za powieść Teatr Niewidzialnych Dzieci[66].
- 2017 – Nagroda Książka Roku 2017 dla powieści Serce Neftydy w literackim konkursie Polskiej Sekcji IBBY[67].
- 2018 – Wyróżnienie dla powieści Leo i czerwony automat w literackim konkursie Książka Roku IBBY 2018[68].
- 2019 – I Miejsce dla powieści Bez piątej klepki w literackim Konkursie Empiku na Najlepszą Książkę Dziecięcą Przecinek i Kropka 2018 w kategorii wiekowej 9–12 lat[69].
- 2019 – Książka Roku 2019 IBBY – Nagroda Specjalna Dziecko jest najważniejsze dla powieści Teatr Niewidzialnych Dzieci w literackim konkursie Polskiej Sekcji IBBY[70].
- 2020 – Pegazik – Nagroda Polskiego Towarzystwa Wydawców Książek dla twórców oraz animatorów książki dla dzieci i młodzieży[71].
- 2020 – I Miejsce dla powieści Pomylony narzeczony w literackim Konkursie Empiku na Najlepszą Książkę Dziecięcą Przecinek i Kropka 2019 w kategorii wiekowej 9–12 lat[72].
- 2021 – Oczy Michaliny nominowane w pierwszej edycji konkursu Literacka Podróż Hestii[73].
- 2022 – Nagroda Główna dla książki W kółko o dziewczynach w XX edycji konkursu Świat Przyjazny Dziecku organizowanego przez Komitet Ochrony Praw Dziecka[74].
- 2022 – artŻyrafka 2022 – Nagroda XIV Interdyscyplinarnego Festiwalu Sztuk Miasto Gwiazd za całokształt literackiej twórczości dla dzieci i młodzieży[75].
- 2022 – Tytuł Książka Listopada 2022 Magazynu Literackiego KSIĄŻKI dla powieści Antosia w bezkresie[76].
- 2022 – Nagroda Książka Roku 2022 dla powieści Antosia w bezkresie w literackim konkursie Polskiej Sekcji IBBY[77].
- 2023 – Nagroda Książka Roku 2022 Magazynu Literackiego KSIĄŻKI dla powieści Antosia w bezkresie[78].
- 2023 – Antosia w bezkresie nominowana do XVI Nagrody Literackiej m.st. Warszawy[79].
- 2023 – Ikar 2023 – Nagroda Polskiego Towarzystwa Wydawców Książek i Stowarzyszenia Autorów ZAiKS za dotychczasowe dokonania w dziedzinie literatury[80].
- 2023 – Nagroda im. Ferdynanda Wspaniałego 2022 dla powieści Antosia w bezkresie przyznana przez Festiwal Literatury dla Dzieci oraz KFB, operatora programu Kraków Miasto Literatury UNESCO[81].
- 2024 – Antosia w bezkresie zostaje umieszczona na międzynarodowej Liście Honorowej IBBY 2024[82].
- 2024 – Wyróżnienie dla powieści Zbójeckie nasienie w literackim konkursie o Nagrodę Literacką Marszałka Województwa Zachodniopomorskiego „Jantar”[83].
- 2025 – Tytuł Ambasadora Fundacji Cała Polska czyta dzieciom[84].

## Tłumaczenia twórczości na inne języki

### Język angielski
- Wydmuszka (jako: Hollow Shells), tłum. Piotr Krasnowolski, premiera: 16 czerwca 2017, Teatr Bagatela – Scena na Sarego 7, Kraków, reż. Piotr Urbaniak[85]

### Język bułgarski
- Teatr Niewidzialnych Dzieci (jako: Театърът на невидимите деца), tłum. Lina Vassileva, Trud 2019[86]

### Język czeski
- Wydmuszka (jako: Skořápka), tłum. Lena Pešák, premiera czeska: 27 kwietnia 2016, Divadlo Ungelt, Praga, reż. Pavel Ondruch[87][88]

### Język hiszpański
- Arka Czasu (jako: El arca del tiempo), tłum. Katarzyna Olszewska Sonnenberg, wstęp: Sergio Sánchez Benítez, Báltica Editorial 2017[89][90]

### Język łużycki
- Teatr Niewidzialnych Dzieci (jako: Dźiwadło njewidźomnych dźěći), tłum. Jan Měškank, Domowina-Verlag GmbH 2019[91]

### Język macedoński
- Czarownica piętro niżej (jako: Волшебницата од долниот кат), tłum. Zvonko Dimovski, Бата прес 2020[92]
- Oczy Michaliny (jako: Очите на Михалина), tłum. Филип Димевски, Сказнувалка 2024[93]

### Język niemiecki
- Arka Czasu (jako: Flügel aus Papier), tłum. Thomas Weiler, S. Fischer Verlag 2015[21]
- Za niebieskimi drzwiami (jako: Hinter der blauen Tür), tłum. Thomas Weiler, S. Fischer Verlag 2016[94]

### Język rosyjski
- Arka Czasu (jako: Ковчег времени), tłum. Ася Фруман, Текст 2018[95]
- Teatr Niewidzialnych Dzieci (jako: Театр невидимых детей), tłum. Ирина Адельгейм, Albus Corvus 2021[96]

### Język serbski
- Czarownica piętro niżej (jako: Čarobnica sa sprata niže), tłum. Anđelija Jočić, Propolis Books 2017[97]
- Arka Czasu (jako: Barka vremena), tłum. Anđelija Jočić, Propolis Books 2021[98]

### Język słowacki
- Wydmuszka (jako: Škrupinka), tłum. Bohdana Hromádková, premiera słowacka: 10 września 2022, Štúdio Olympia – Divadlo Nová scéna, Bratysława, reż. Adriana Totiková[99]

### Język ukraiński
- Arka Czasu (jako: Ковчег часу), tłum. Bożena Antoniak, Urbino 2016[100]
- Za niebieskimi drzwiami (jako: За синіми дверима), tłum. Bożena Antoniak, Urbino 2017[101]
- Teatr Niewidzialnych Dzieci (jako: Театр Невидимих Дітей), tłum. Bożena Antoniak, Urbino 2018[102]

## Życie prywatne
Syn aktora Cezarego Szczygielskiego oraz Iwony Racz-Szczygielskiej, członkini żeńskiej grupy wokalnej Filipinki. Ma dwóch przyrodnich braci – starszego Tomasza i młodszego Wojciecha. Jest absolwentem II Liceum Ogólnokształcącego im. Mieszka I w Szczecinie.
Życiowym partnerem pisarza jest publicysta Tomasz Raczek, z którym związany jest od 1994.